# Liste der Deutschen Meister im Voltigieren
Die Liste der Deutschen Meister im Voltigieren enthält alle Sieger der Deutschen Meisterschaften (DM) im Voltigiersport. 
Die Deutschen Meisterschaften  sind der wichtigste nationale Voltigierwettbewerb zwischen den Landesverbänden der Deutschen Reiterlichen Vereinigung (FN). Sie werden jedes Jahr ausgetragen.
Die DM fanden erstmals 1963 statt, damals ausschließlich als Mannschaftswettbewerb. 1986 wurde die erste Deutsche Meisterschaft der Einzelvoltigierer in Mannheim ausgerichtet. Seit 2010 werden zusätzlich die Bundessieger im Doppelvoltigieren gekürt. 
Zugelassen sind ausschließlich Voltigierer der Leistungsklasse S. Der Einzelwettbewerb wird nach Geschlechtern getrennt gerichtet. Für Voltigierer der Leistungsklasse Junior werden seit 2008 separat die Deutschen Jugendmeisterschaften veranstaltet.

## Deutsche Meisterschaften
| Jahr | Ort                 | Sieger bei den Herren            | Sieger bei den Damen                 | Sieger bei den Gruppen               |
| ---- | ------------------- | -------------------------------- | ------------------------------------ | ------------------------------------ |
| 2021 | Verden              | Jannik Heiland Hannover          | Alina Roß Mecklenburg-Vorpommern     | VV Köln-Dünnwald Rheinland           |
| 2019 | Alsfeld             | Jannik Heiland Hamburg           | Janika Derks Rheinland               | VV Ingelsberg Bayern                 |
| 2018 | Elmshorn            | Thomas Brüsewitz Rheinland       | Kristina Boe Hamburg                 | Fredenbeck Hannover                  |
| 2017 | Verden              | Jannis Drewell Westfalen         | Sarah Kay Schleswig-Holstein         | RSV Neuss-Grimlinghausen I Rheinland |
| 2016 | Verden              | Jannis Drewell Westfalen         | Kristina Boe Hamburg                 | VV Köln-Dünnwald Rheinland           |
| 2015 | Alsfeld             | Jannis Drewell Westfalen         | Corinna Knauf Rheinland              | RSV Neuss-Grimlinghausen I Rheinland |
| 2014 | Elmshorn            | Viktor Brüsewitz Hannover        | Corinna Knauf Rheinland              | RSV Neuss-Grimlinghausen I Rheinland |
| 2013 | Verden              | Erik Oese Sachsen                | Corinna Knauf Rheinland              | RSV Neuss-Grimlinghausen I Rheinland |
| 2012 | Alsfeld             | Jannik Heiland Hannover          | Christine Kuhirt Westfalen           | RSV Neuss-Grimlinghausen I Rheinland |
| 2011 | Elmshorn            | Erik Oese Sachsen                | Sarah Kay Schleswig-Holstein         | RSV Neuss-Grimlinghausen I Rheinland |
| 2010 | Leipzig             | Kai Vorberg Rheinland            | Simone Wiegele Rheinland             | Team Bleyer (Köln/Neuss) Rheinland   |
| 2009 | Klein Parwitz       | Kai Vorberg Rheinland            | Antje Hill Rheinland                 | RSV Neuss-Grimlinghausen I Rheinland |
| 2008 | Alsfeld             | Kai Vorberg Rheinland            | Nicola Ströh Hamburg                 | RSV Neuss-Grimlinghausen I Rheinland |
| 2007 | Vechta              | Mark Philip Götting Weser-Ems    | Antje Hill Rheinland                 | RSV Neuss-Grimlinghausen I Rheinland |
| 2006 | Freudenberg         | Kai Vorberg Rheinland            | Nicola Ströh Hamburg                 | RSV Neuss-Grimlinghausen I Rheinland |
| 2005 | Leipzig             | Kai Vorberg Rheinland            | Anja Barwig Bayern                   | VV Ingelsberg Bayern                 |
| 2004 | Alsfeld             | Kai Vorberg Rheinland            | Nicola Ströh Hamburg                 | VV Ingelsberg Bayern                 |
| 2003 | Aachen              | Kai Vorberg Rheinland            | Nadia Zülow Rheinland                | VV Ingelsberg Bayern                 |
| 2002 | Kreuth              | Jan Bayer Weser-Ems              | Nadia Zülow Rheinland                | Laubenheimer RV Rheinland-Pfalz      |
| 2001 | Elmlohe             | Kai Vorberg Rheinland            | Nadia Zülow Rheinland                | RV Mainz-Laubenheim Rheinland-Pfalz  |
| 2000 | Vlotho-Exter        | Gero Meyer Weser-Ems             | Nadia Zülow Rheinland                | VV Ingelsberg Bayern                 |
| 1999 | Aachen              | Dennis Peiler Westfalen          | Ines Jückstock Schleswig-Holstein    | RSV Großenritte Hessen               |
| 1998 | Salzwedel           | Fabian Köngeter Rheinland        | Nadia Zülow Rheinland                | RSV Neuss-Grimlinghausen Rheinland   |
| 1997 | Soltau              | Philipp Lehner Baden-Württemberg | Nadia Zülow Rheinland                | Neuss-Grimlinghausen Rheinland       |
| 1996 | Gahlen              | Christoph Lensing Westfalen      | Tanja Benedetto Rheinland-Pfalz      | Neuss-Grimlinghausen Rheinland       |
| 1995 | Balve               | Christoph Lensing Westfalen      | Tanja Benedetto Rheinland-Pfalz      | Neuss-Grimlinghausen Rheinland       |
| 1994 | Soltau              | Thomas Föcking Westfalen         | Tanja Benedetto Rheinland-Pfalz      | Mainz-Laubenheim Rheinland-Pfalz     |
| 1993 | Dallgow-Döberitz    | Thomas Föcking Westfalen         | Barbara Strobel Bayern               | Neuss-Grimlinghausen Rheinland       |
| 1992 | Schutterwald        | Thomas Föcking Westfalen         | Bianca Stelter Hannover              | Neuss-Grimlinghausen Rheinland       |
| 1991 | Schenefeld          | Thomas Föcking Westfalen         | Silke Michelberger Baden-Württemberg | Rhede Westfalen                      |
| 1990 | München             | Christoph Lensing Westfalen      | Silke Bernhard Hannover              | Neuss-Grimlinghausen Rheinland       |
| 1989 | Bremen              | Christoph Lensing Westfalen      | Ute Schönian Hannover                | Rhede Westfalen                      |
| 1988 | Dinklage            | Michael Lehner Baden-Württemberg | Silke Bernhard Hannover              | Langenhagen Hannover                 |
| 1987 | Soltau              | Michael Lehner Baden-Württemberg | Silke Bernhard Hannover              | Langenhagen Hannover                 |
| 1986 | Mannheim            | Michael Lehner Baden-Württemberg | Silke Bernhard Hannover              | Neuss-Grimlinghausen Rheinland       |
| 1985 | Euskirchen          | -                                | -                                    | Neuss-Grimlinghausen Rheinland       |
| 1984 | Soltau              | -                                | -                                    | Neuss-Grimlinghausen Rheinland       |
| 1983 | Freudenberg         | -                                | -                                    | Neuss-Grimlinghausen Rheinland       |
| 1982 | Zeiskam             | -                                | -                                    | Schenefeld Hamburg                   |
| 1981 | Walldorf            | -                                | -                                    | Schenefeld Hamburg                   |
| 1980 | Bad Segeberg        | -                                | -                                    | Schenefeld Hamburg                   |
| 1979 | München             | -                                | -                                    | Neuss-Grimlinghausen Rheinland       |
| 1978 | Darmstadt           | -                                | -                                    | Stuttgart Baden-Württemberg          |
| 1977 | Lingen              | -                                | -                                    | Stuttgart Baden-Württemberg          |
| 1976 | Tübingen            | -                                | -                                    | Stuttgart Baden-Württemberg          |
| 1975 | Hamburg             | -                                | -                                    | Stuttgart Baden-Württemberg          |
| 1974 | Warendorf           | -                                | -                                    | Stuttgart Baden-Württemberg          |
| 1973 | Luhmühlen           | -                                | -                                    | Stuttgart Baden-Württemberg          |
| 1972 | Walldorf            | -                                | -                                    | „von Lützow“ Emmerich Rheinland      |
| 1971 | Nördlingen          | -                                | -                                    | Goslar Hannover                      |
| 1970 | Paderborn           | -                                | -                                    | Goslar Hannover                      |
| 1969 | Braunschweig        | -                                | -                                    | Goslar Hannover                      |
| 1968 | Kiel                | -                                | -                                    | Goslar Hannover                      |
| 1967 | Mülheim an der Ruhr | -                                | -                                    | Hohenhameln Hannover                 |
| 1966 | Stuttgart           | -                                | -                                    | Wittlich Rheinland-Pfalz             |
| 1965 | Goslar              | -                                | -                                    | Wittlich Rheinland-Pfalz             |
| 1964 | Euskirchen          | -                                | -                                    | Goslar Hannover                      |
| 1963 | Wiesbaden           | -                                | -                                    | Goslar Hannover                      |

## Bundessieger im Doppelvoltigieren
| Jahr | Ort      | Sieger Doppelvoltigieren            |
| ---- | -------- | ----------------------------------- |
| 2021 | Verden   | Chiara Congia Justin van Gerven     |
| 2019 | Alsfeld  | Chiara Congia Justin van Gerven     |
| 2018 | Elmshorn | Janika Derks Johannes Kay           |
| 2017 | Verden   | Theresa-Sophie Bresch Torben Jacobs |
| 2016 | Verden   | Theresa-Sophie Bresch Torben Jacobs |
| 2015 | Alsfeld  | Pia Engelberty Torben Jacobs        |
| 2014 | Elmshorn | Pia Engelberty Torben Jacobs        |
| 2013 | Verden   | Gera Marie Grün Justin Van Gerven   |
| 2012 | Alsfeld  | Theresa-Sophie Bresch Daniel Rein   |
| 2011 | Elmshorn | Theresa-Sophie Bresch Torben Jacobs |
| 2010 | Leipzig  | Theresa-Sophie Bresch Daniel Rein   |